# شیمازو یوشی‌هیسا
شیمازو یوشی‌هیسا (به ژاپنی: 島津義久) (۱۶۱۱ – ۱۵۳۳ میلادی) یکی از دایمیوهای ژاپنی در دوره سنگوکو بود. او شانزدهمین رهبر خاندان شیمازو بود و بر ولایت ساتسوما حکمرانی می‌کرد. او برادر بزرگتر شیمازو یوشی‌هیرو بود.